# Flávio Cavalcanti
Flávio Antônio Barbosa Nogueira Cavalcanti (Rio de Janeiro, 15 de janeiro de 1923 — São Paulo, 26 de maio de 1986) foi um jornalista, repórter, apresentador de rádio e televisão, crítico de música e compositor brasileiro. Um dos mais famosos e polêmicos comunicadores brasileiros, fez sucesso no comando de alguns programas de rádio e televisão nas décadas de 1960 e 1970, como o Programa Flávio Cavalcanti, Um Instante, Maestro! e A Grande Chance. Em vida foi considerado o maior rival de Silvio Santos

## Biografia

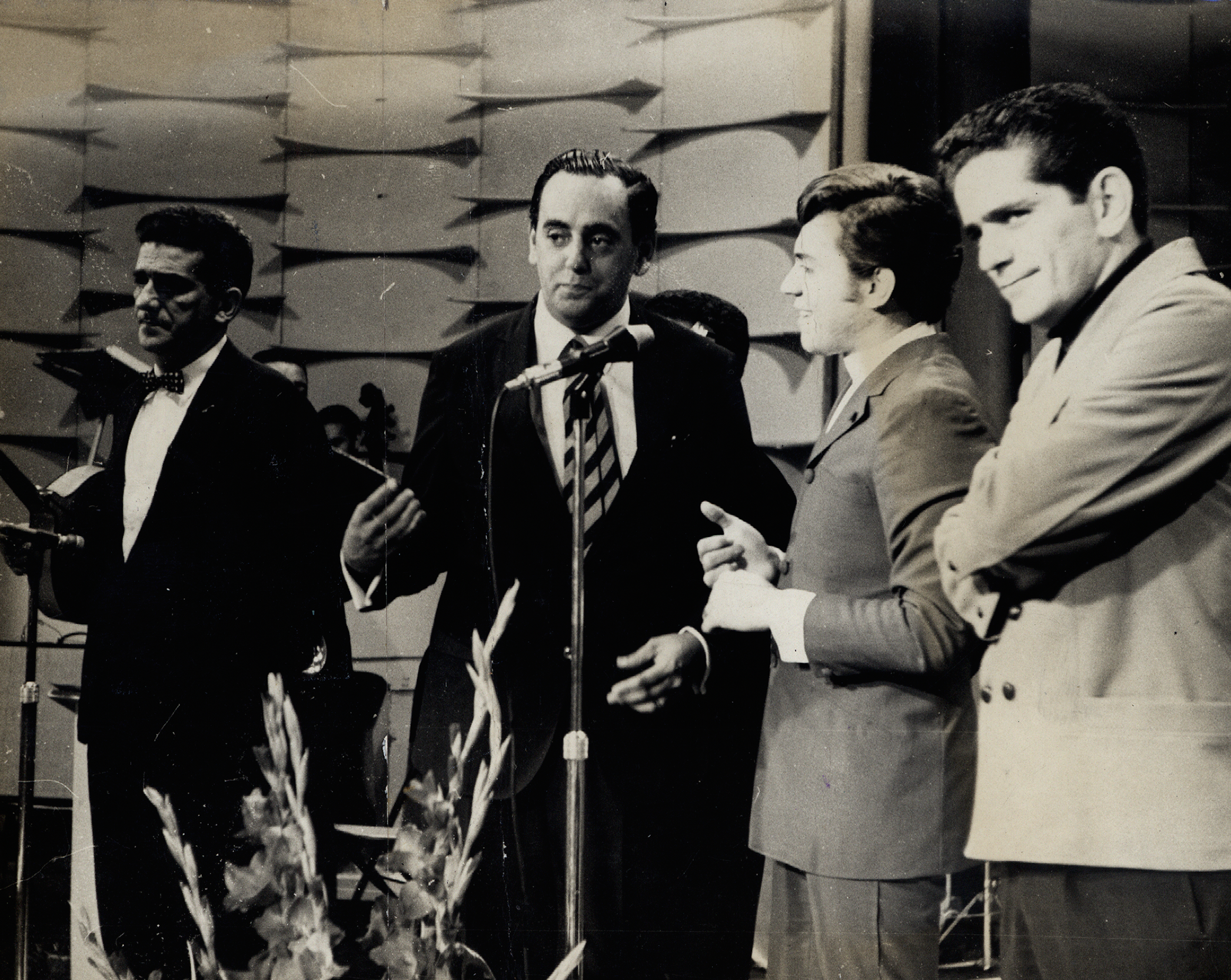
Flávio em seu programa, com Jacob do Bandolim, Taiguara e Sérgio Bittencourt (década de 60)

Aos 22 anos de idade, Flávio trabalhou no Banco do Brasil e, na mesma época, como repórter do jornal carioca A Manhã. Depois foi funcionário da Alfândega do Rio de Janeiro, de onde se desligou em 1964.

### Carreira
Em 1951 compôs sua primeira música, Mancha de Batom, em parceria com seu irmão Celso Cavalcanti, gravada pelo conjunto vocal Os Cariocas.
Seu primeiro programa no rádio foi Discos Impossíveis, na Rádio Tupi, no Rio de Janeiro, que em 1952, passou a ser transmitido pela Rádio Mayrink Veiga. Na mesma época iniciou  uma amizade com Dolores Duran, que anos depois gravou sua música mais famosa, Manias, também composta por Flávio em parceria com seu irmão Celso Cavalcanti. Ainda pela Rádio Mayrink Veiga, Flávio também realizou, junto com Jacinto de Thormes, o programa Nós os gatos, em 1955.
A carreira de Flávio Cavalcanti na televisão começou em 1957, com o programa Um Instante, Maestro!, na TV Tupi. Pouco tempo depois, a convite de Abraão Medina, se transferiu para o Noite de Gala, na TV Rio. Nessa mesma época, Flávio esteve nos Estados Unidos e entrevistou o presidente John F. Kennedy, na Casa Branca em Washington, D.C.
Em 1965 foi para a TV Excelsior, onde voltou com seu programa Um Instante, Maestro!, que no ano seguinte foi reeditado na TV Tupi, lançando mais dois programas na mesma emissora: A Grande Chance e Sua Majestade é a Lei.
Em 1970, Flávio Cavalcanti estreou o Programa Flávio Cavalcanti, pela Rede Tupi, exibido aos domingos, às 18h. Foi um dos primeiros programas a ser exibido para todo o país utilizando o canal de satélite fornecido pela Embratel, empresa estatal que era a responsável pelas comunicações via satélite no Brasil.
Seu estilo foi polêmico na televisão brasileira. Franco e direto em suas opiniões, Flávio Cavalcanti era conhecido por criticar duramente artistas que considerasse ruins ou com músicas medíocres ou fracas em seu programa, com direito a quebrar ao vivo os discos deles. Ele criou gestos marcantes, como a mão direita estendida para o alto e o bordão "Nossos comerciais, por favor!", ao chamar o intervalo. Foi um dos responsáveis pela criação do primeiro show de talentos com júri na televisão brasileira, por onde passaram nomes como Chiquinho Scarpa, Jorge Kajuru e Conrado. Artistas que anos mais tarde se tornaram consagrados, como Alcione, Emílio Santiago e Fafá de Belém, começaram suas carreiras nos programas de Flávio Cavalcanti.
Com problemas financeiros já afetando a Tupi, em 1976, Flávio se transferiu para a TVS, onde reeditou mais uma vez seu consagrado programa Um Instante, Maestro!. Em 1978, voltou à Tupi com o Programa Flávio Cavalcanti, porém em novo dia, com o seu programa passando a ser transmitido aos sábados. Flávio ficou na Tupi até o fechamento da emissora, em 1980.

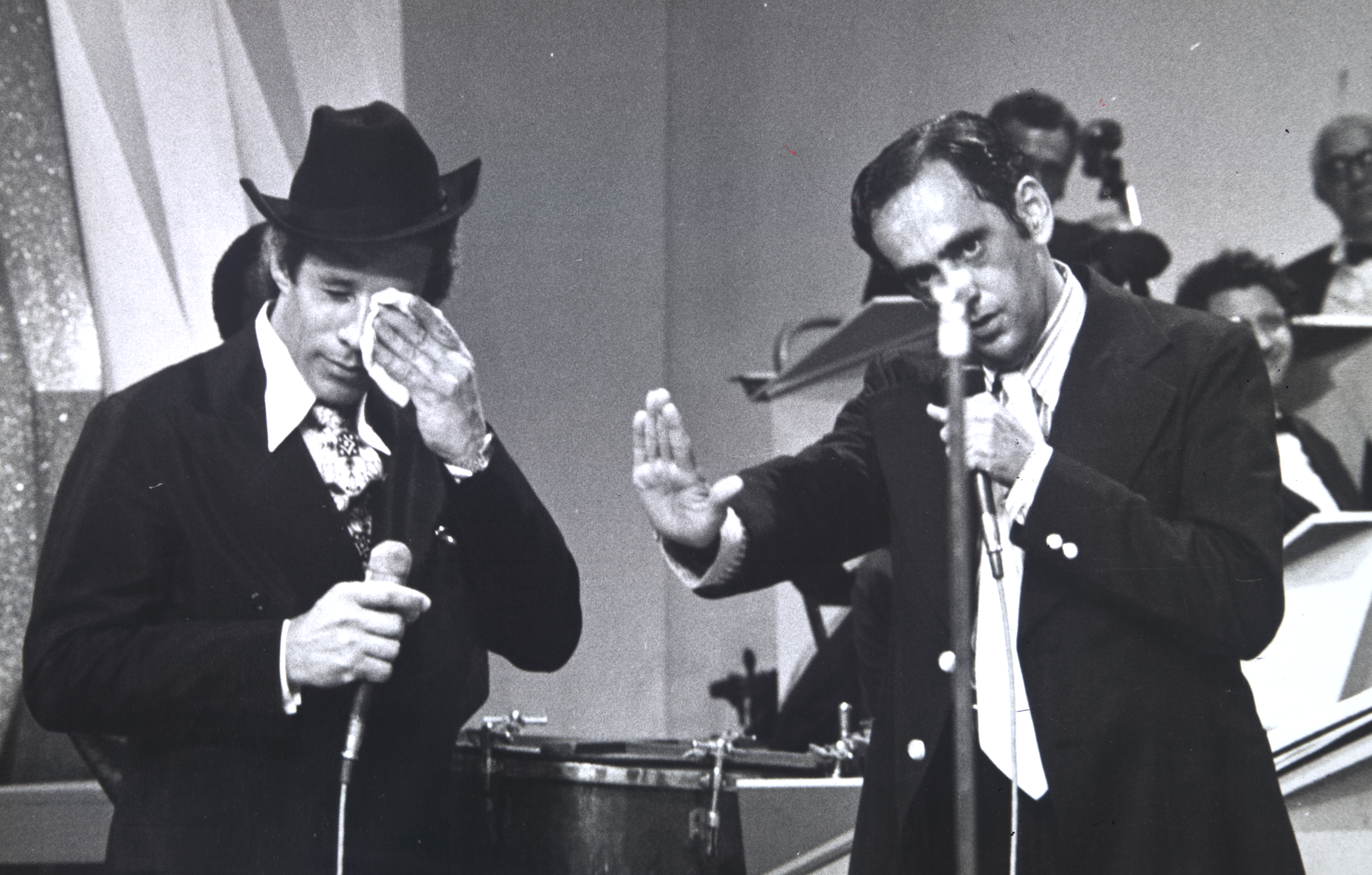
Flávio Cavalcanti (à direita), na década de 70, com Waldick Soriano

Em 1982 foi para a Rede Bandeirantes apresentar o programa Boa Noite Brasil. De 1983 a 1986, passou a apresentar no SBT o Programa Flávio Cavalcanti. Por seus programas passaram nomes consagrados, como Oswaldo Sargentelli, Marisa Urban, Erlon Chaves, Márcia de Windsor, entre outros.

### Vida pessoal
Flávio Cavalcanti era casado com Belinha Cavalcanti desde 1948, com quem teve três filhos.
Conhecido por seu conservadorismo, Flávio Cavalcanti apoiou o golpe militar de 1964. Chegou a criticar de forma contundente o músico britânico John Lennon, por acreditar que o então vocalista dos Beatles era uma influência negativa aos jovens. Era fortemente contra a homossexualidade e o casamento entre pessoas do mesmo sexo. Apesar disso, Flávio passou a ser alvo da Censura Federal após defender a atriz Leila Diniz, por uma controversa entrevista ao jornal O Pasquim. Em 1973, Flávio teve seu programa na Rede Tupi suspenso por sessenta dias pela censura federal, após apresentar a história de um homem inválido que teria "emprestado" a mulher ao vizinho, fato que culminou numa história de problemas anteriores com o conteúdo do programa.

### Morte
No dia 22 de maio de 1986, Flávio Cavalcanti fez uma rápida entrevista em seu programa e jogou o dedo indicador para o alto com seu bordão "Nossos comerciais, por favor!". Após o intervalo, Wagner Montes substituiu Flávio, anunciando que ele voltaria no próximo programa, o que não ocorreu. Flávio havia sofrido uma isquemia miocárdica. Levado para o Hospital Unicor, em São Paulo, faleceu quatro dias depois, em 26 de maio de 1986. O enterro de Flávio Cavalcanti foi acompanhado por cerca de duas mil pessoas, no Cemitério Municipal de Petrópolis, na região serrana do estado do Rio de Janeiro.
No dia seguinte à sua morte, o SBT ficou fora do ar até o sepultamento do apresentador. Em sinal de luto a tela apresentou apenas um slide dizendo: "Estamos tristes com a morte do nosso colega Flávio Cavalcanti, que será sepultado hoje, em Petrópolis, às 16 horas, quando então voltaremos com a programação normal."